# Galeus nipponensis
Galeus nipponensis är en hajart som beskrevs av Nakaya 1975. Galeus nipponensis ingår i släktet Galeus och familjen rödhajar. IUCN kategoriserar arten globalt som otillräckligt studerad. Inga underarter finns listade i Catalogue of Life.